# مقاطعة برلنغتون (نيو جيرسي)
مقاطعة برلنغتون (بالإنجليزية: Burlington County, New Jersey)‏ هي إحدى مقاطعات ولاية نيو جيرسي في الولايات المتحدة. ، بلغ عدد سكانها 448734 نسمة في عام 2010 حسب إحصاء مكتب تعداد الولايات المتحدة وتصل الكثافة السكانية فيها 215.2 نسمة/كم2.

## أعلام
- وليام نورتون شين
- ألان فليتشير
- مايك كيودا
- روب نوفاك
- جيمس وليام أبيرت

## وصلات خارجية
- www.co.burlington.nj.us
- United States Counties